# キヤノンオープンゴルフトーナメント
キヤノンオープンゴルフトーナメント（CANON OPEN Golf Tournament）は、2008年から2012年まで開催された、日本ゴルフツアー機構（JGTO）の公認、精密機械メーカーのキヤノン及び同社の関連会社であるキヤノンマーケティングジャパンの主催により、毎年10月第2週に横浜市旭区の戸塚カントリークラブ西コースで行われていた男子プロゴルフトーナメントである。2012年12月6日に発表されたJGTOのツアートーナメントスケジュールにより、2012年大会をもって大会が打ち切られることが明らかになった。
2012年実績、賞金総額1億5000万円、優勝賞金3000万円。なお2009年大会は台風18号の影響により初日が中止。3日間54ホール競技となったため賞金ランク加算額は75%に減額された。

## 歴代優勝者
| 開催回 | 開催年 | 優勝者名   | スコア | 備考                                                   |
| ------ | ------ | ---------- | ------ | ------------------------------------------------------ |
| 第1回  | 2008年 | 井上信     | -13    | 4年ぶりのツアー優勝を飾る。                            |
| 第2回  | 2009年 | 池田勇太   | -16    | 初日が台風の影響により中止。54ホールに短縮。           |
| 第3回  | 2010年 | 横田真一   | -14    | 実に13年19日ぶりのツアー通算2勝目を飾る。              |
| 第4回  | 2011年 | 久保谷健一 | -14    | 9年ぶりのツアー優勝を飾る。                            |
| 第5回  | 2012年 | 池田勇太   | -17    | 尾崎将司を抜きツアー史上最年少で通算10勝目を記録する。 |

## テレビ中継
- テレビ中継は日本テレビ系列（NNS加盟）29局ネット[注 1]及びBS日テレ、日テレG+で放送されていた。実質上、2007年までの「サントリーオープン」の後継大会であった。